# Roland Forrest Seitz
Roland Forrest Seitz (Shrewsbury (Pennsylvania), 14 juni 1867 – Union (New Jersey), 29 december 1946) was een Amerikaans componist, muziekpedagoog, dirigent, muziekuitgever en kornettist.

## Levensloop
Seitz was het jongste van acht kinderen van het echtpaar William Seitz en Magdalena Zeigler. Ook als hij in jonge jaren al groot interesse in muziek had, maakt hij een opleiding als drukker. In deze drukkerij verscheen ook de wekelijkse uitgave van de tijdschrift Glen Rock. Eerst speelde hij in het kleine familie-orkest en werd later als fluitist lid van de Glen Rock Band, waar hij eerst het eufonium bespeelde en later het kornet. 
Op 27-jarige leeftijd studeerde hij aan het Dana Musical Institute in Warren (Ohio) (nu maakt het deel uit van de Youngstown State University in Youngstown (Ohio)). In 1898 gradueerde hij aan dit instituut. Hij ging terug naar Glen Rock en werd muziekleraar voor blaas- en slagwerkinstrumenten. Al spoedig werd hij dirigent van de Glen Rock Band en met deze band werd hij in 1901 uitgenodigd voor een concert tijdens de Pan-American Exposition in Buffalo (New York). 
In Glen Rock richtte hij ook een eigen muziekuitgave op, die in 1964 in de Southern Music Company of Texas overging. Naast zijn eigen werken publiceerde hij marsen van  W. Paris Chambers, Harold Josiah Crosby, Charles E. Duble, Frank H. Losey, George Rosencrans en Charles Sanglea. In 1908 werd door zijn uitgave de eerste mars van de toen 17-jaar jonge Karl L. King gepubliceerd. 
Op 21 november 1930 dirigeerde John Philip Sousa de University of Pennsylvania Band in de gelijknamige mars van Roland Forrest Seitz en Sousa beoordeelde het werk aansluitend: Dat is een van de beste marsen voor harmonieorkest naast mijn eigen marsen, die ik ooit gedirigeerd heb. 

## Composities

### Werken voor harmonieorkest
- 1900 University of Pennsylvania Band
- 1901 Brooke's Chicago Marine Band March
- 1901 Grandioso, mars
- 1904 Brooke's Triumphal, mars
- 1914 Salutation March
- Cadet Captain
- Cadet Colonel
- Cadet Lieutenant
- Cadet Major
- Cadet Sergeant
- March of the Marines
- Memoria
- Our Defenders
- Pomposo
- Port Arthur, mars
- The Battleship Maine
- The Hummer
- Triumphal
- When Moonbeams Softly Fall

## Publicaties
- William H. Rehrig, Paul E. Bierley: The Heritage Encyclopedia of Band Music. Waterville, Ohio: Integrity Press, 1991 & 1996. ISBN 0-918048-08-7

- Bibliothèque nationale de France: cb13941704h (data)
- International Standard Name Identifier: 0000 0000 7364 510X
- Library of Congress Control Number: n83047051
- MusicBrainz: 6315ba5b-91ae-4ab1-97b7-6d3c69592e2d
- Nationale Bibliotheek van Israël: 987007599009405171
- Virtual International Authority File: 19870795
- WorldCat: E39PBJgxmFmttgqp3qRQVDHQv3